# Joachim Holz (Politiker)
Joachim Holz (* 27. Juni 1944 in Salzwedel) ist ein deutscher Politiker (DBD, CDU).
Holz besuchte die Grundschule und Mittelschule in Salzwedel und beendete seine Landwirtschaftslehre mit dem Abitur. Daraufhin studierte er an der Agraringenieurschule Haldensleben und durfte sich damit staatlich geprüfter Landwirt nennen. Nach dem Wehrdienst folgte ein Fernstudium an der Karl-Marx-Universität Leipzig, das er als Diplom-Agraringenieur abschloss. Holz leitete von 1968 bis 1973 die Tierproduktion in der Landwirtschaftlichen Produktionsgenossenschaft (LPG) Pretzier, war von 1974 bis 1985 Produktionsleiter der Jungrinderaufzucht der LPG Altmark in Kerkau und von 1986 an deren Vorsitzender.
Holz trat 1963 der Demokratischen Bauernpartei Deutschlands DBD bei, bei der er von 1982 dem Kreisvorstand in Salzwedel und von 1984 an dem Bezirksvorstand in Magdeburg angehörte. Von 1974 bis 1990 war er Mitglied des Salzwedeler Kreistags. Er gehörte der letzten Volkskammer an. Nach der Auflösung der DBD trat er im August 1990 der CDU bei; von Oktober bis Dezember 1990 saß er für die CDU im Deutschen Bundestag.
Holz wohnt in Fleetmark und ist dort Vorstandsmitglied der Jägerkompanie.